# ماچئی کارپینسکی
ماچئی کارپینسکی (لهستانی: Maciej Karpiński؛ ۲۱ نوامبر ۱۹۵۰) نویسنده، نمایشنامه‌نویس، فیلم‌نامه‌نویس، منتقد ادبی و استاد دانشگاه اهل لهستان بود. وی دانش‌آموختهٔ رشته تاریخ هنر در دانشگاه ورشو (۱۹۷۴) بود و بابت مشارکت‌های فرهنگی-هنری‌اش برندهٔ جایزهٔ کنشگر شایسته فرهنگ و نشان نقره‌ای شایستگی در فرهنگ - گلوریا آرتیس شد.
از فیلم‌ها یا مجموعه‌های تلویزیونی که وی در آن‌ها نقش داشته‌است، می‌توان به اوشیتسکا، زنی تنها، ناستازیا و انگشتری با نشان عقاب تاج‌دار اشاره نمود.